# Cagnotte
Cagnotte (gaskonsko Canhòta) je naselje in občina v francoskem departmaju Landes regije Akvitanije. Naselje je leta 2010 imelo 700 prebivalcev.

## Geografija
Kraj leži v pokrajini Gaskonji 15 km južno od Daxa.

## Uprava
Občina Cagnotte skupaj s sosednjimi občinami Estibeaux, Gaas, Habas, Labatut, Mimbaste, Misson, Mouscardès, Ossages, Pouillon in Tilh sestavlja kanton Pouillon s sedežem v Pouillonu. Kanton je sestavni del okrožja Dax.

## Zanimivosti
- cerkev Notre-Dame de Corheta iz 12. do 15. stoletja, z ostanki nekdanje benediktinske opatije, na seznamu francoskih zgodovinskih spomenikov od leta 1970;